# Moribund (musikalbum)
Moribund är det svenska black metal-bandet In Aphelions fullängdsdebut och gavs ut av Edged Circle Productions 11 mars 2021.
Albumet släpptes både digitalt, på CD och som 12" vinyl i tre olika versioner. Utöver bandet medverkar som gästmusiker bland annat Jacob Björnfot från bandet Kvaen på gitarr i Let the Beast Run Wild och Dennis Holm från bandet Avslut på bas i Luciferian Age.  Albumet är mixat och mastrat av Fredrik Folkare i Crome Studios. Moribund fick ett gott mottagande med högsta betyg av flera recensenter bland annat i Blessed Altar Zine (10/10), Metal Hangar 18 (10/10) och Gaffa (6/6).
Musikvideor släpptes till de två singlarna World Serpent (Devourer of Dreams) och Requiem. Den senare videon visar hur bandet besöker gravar på Skogskyrkogården och är enligt Sebastian Ramstedt en hyllning "to all our fallen brothers and sisters" och särskilt till Entombeds frontman L-G Petrov som gick bort i mars 2021. Även black metal-pionjären Quorton, bandet Bathorys upphov, uppmärksammas i videon.

## Låtlista
1. World Serpent (Devourer of Dreams) 	06:26
2. Draugr 	07:50
3. Let the Beast Run Wild 	04:48
4. Luciferian Age 	04:14
5. This Night Seems Endless 	07:17
6. He Who Saw the Abyss 	04:32
7. Moribund 	06:32
8. The Origin 	05:36
9. Sorrow, Fire & Hate 	05:48
10. Requiem 	05:02

## Banduppsättning
- Sebastian Ramstedt - sång, gitarr, bas
- Joahn Bergebäck - gitarr
- Marco Prij - trummor

### Gästmusiker
- Alvin Ramstedt - gitarr på spår 2
- Jacob Björnfot - gitarr på spår 3
- Dennis Holm - bas på spår 4
- Martin Halvdan - recitation på spår 7
- Christiana Hu - recitation på spår 10

### Övrig medverkan
- Fredrik Folkare - mixning och mastering
- Johanna Ramstedt - foto
- Linda Bergebäck - foto
- Sebastian Ramstedt - artwork, layout